# 千手寺 (岡山市)

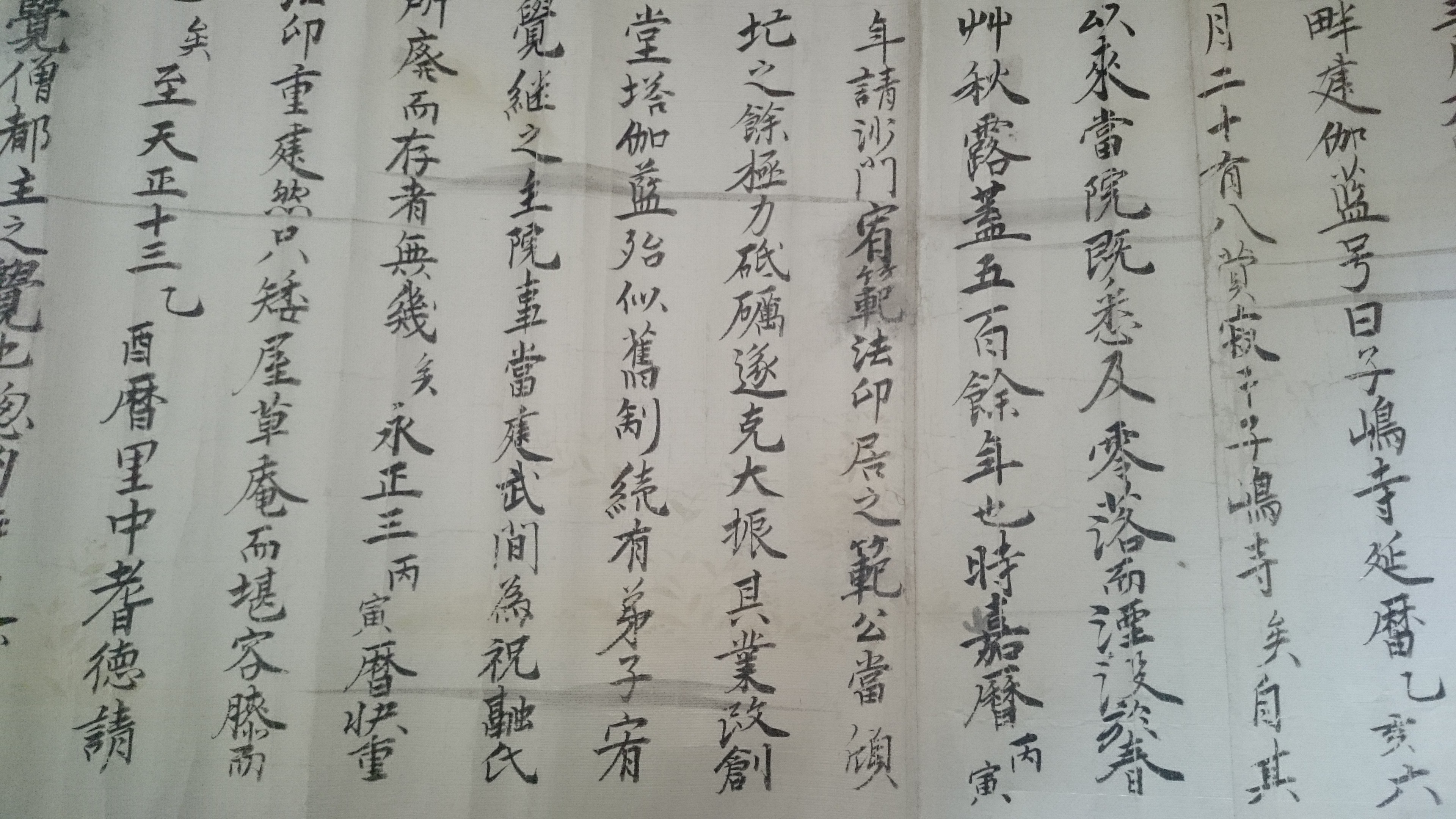
千手寺縁起

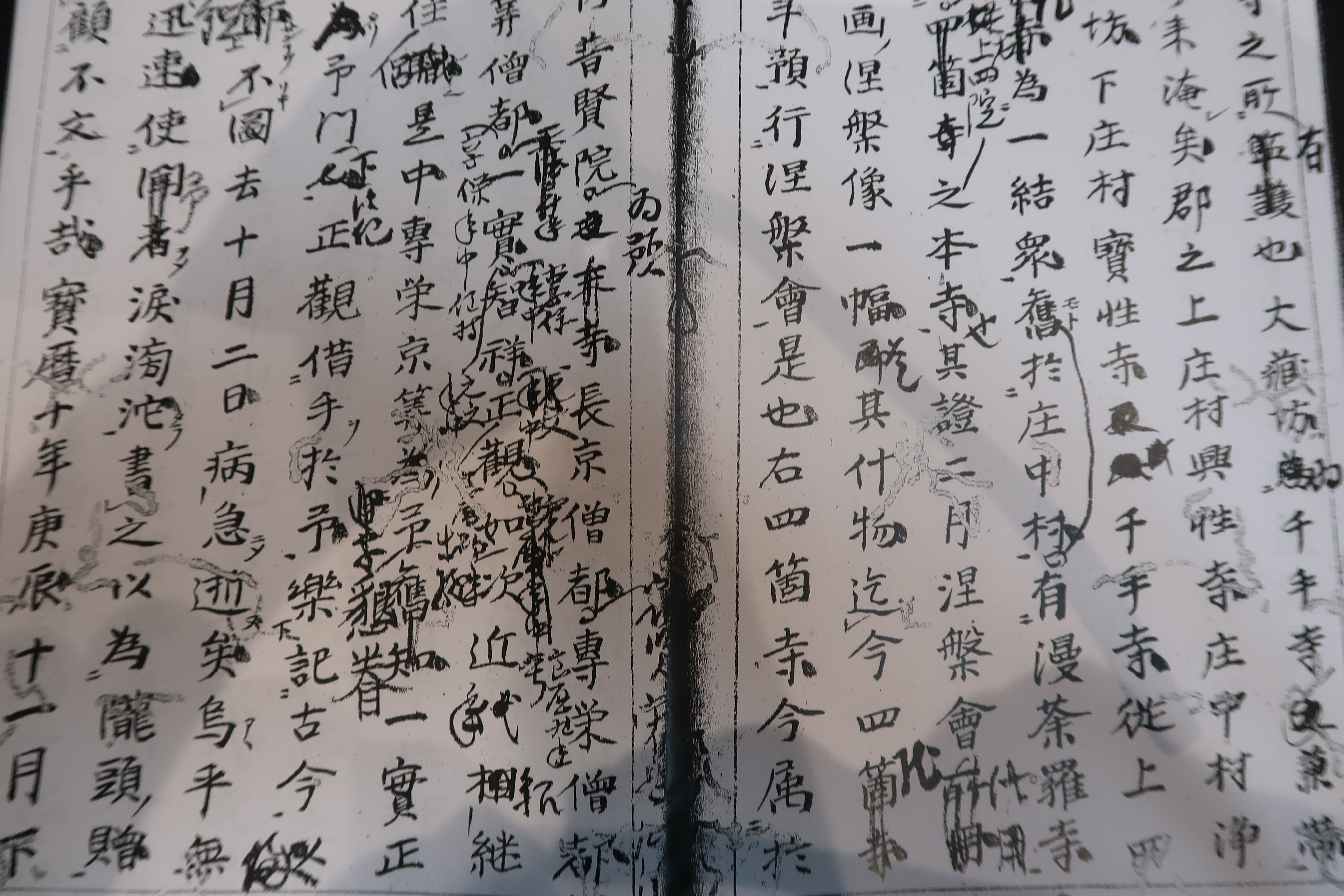
寂厳大和上による千手寺縁起

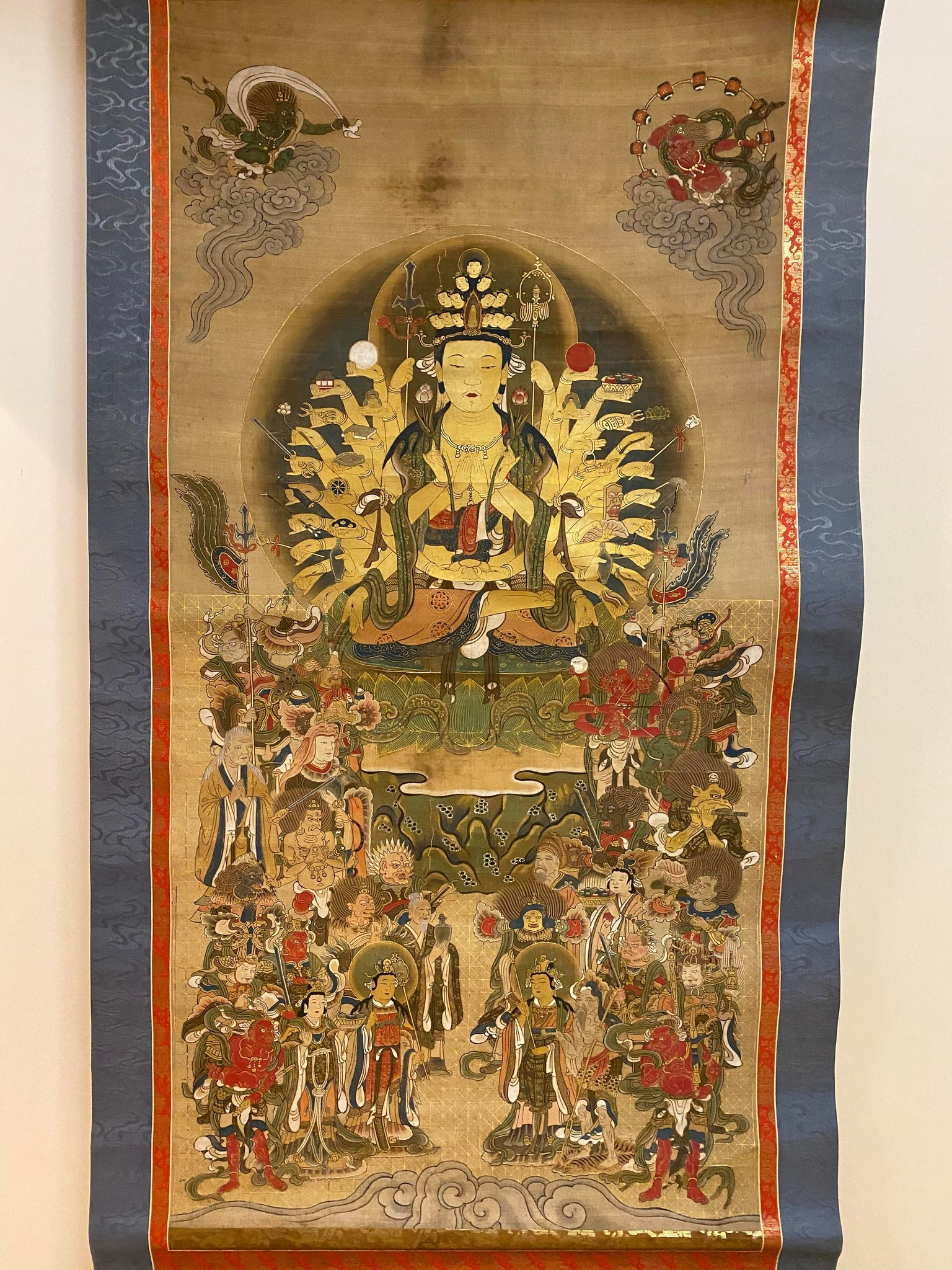
昇竜山本願寺千手観音像

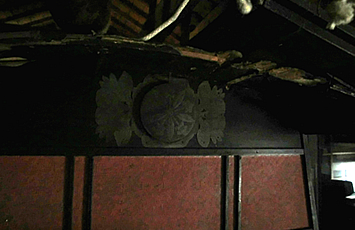
千手寺歴代住職の駕籠

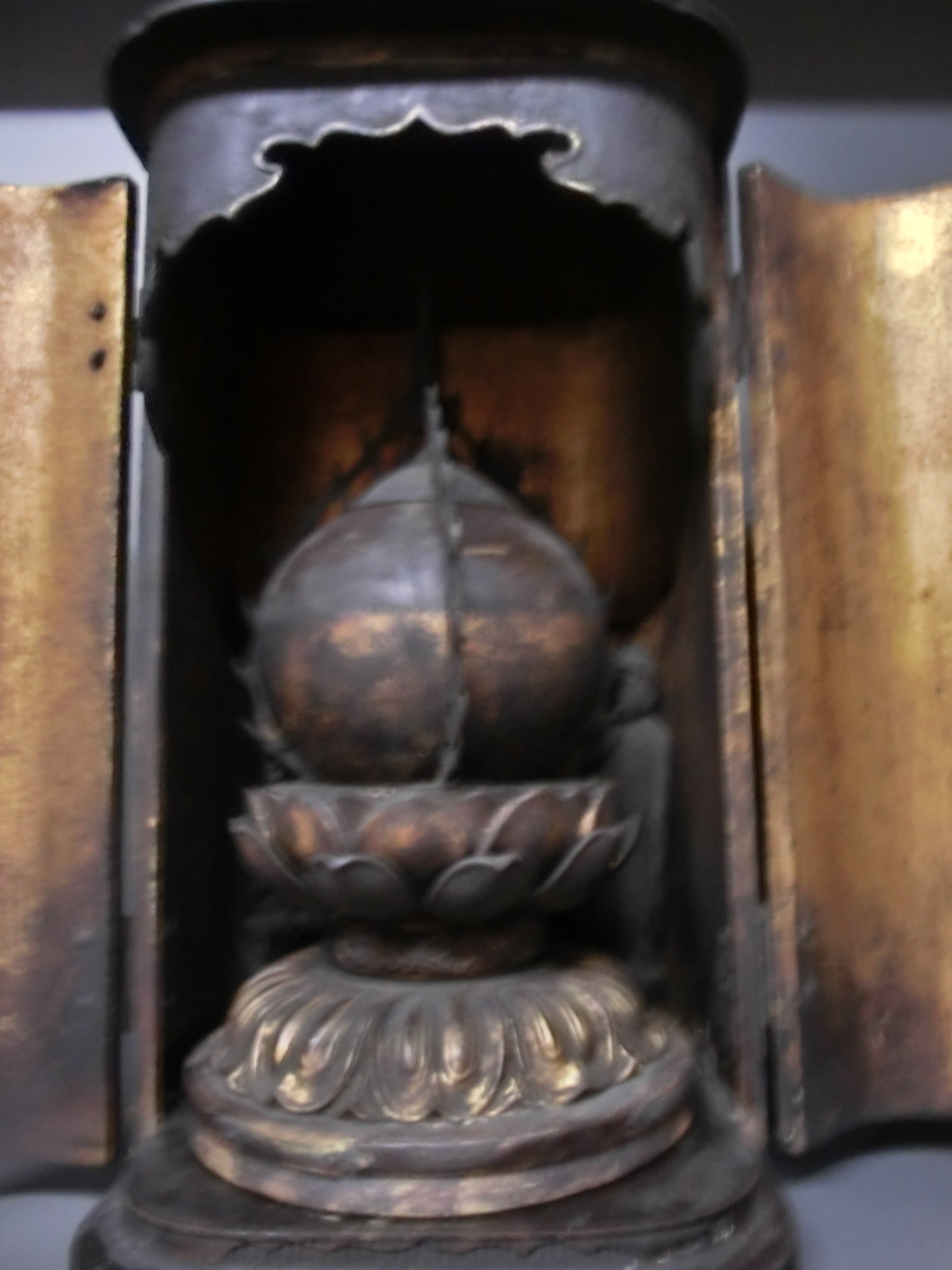
千手寺如意宝珠（能作生）

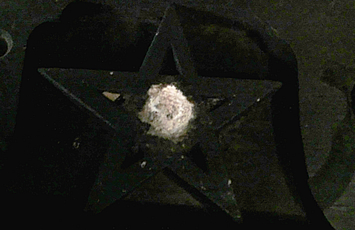
千手寺五芒星

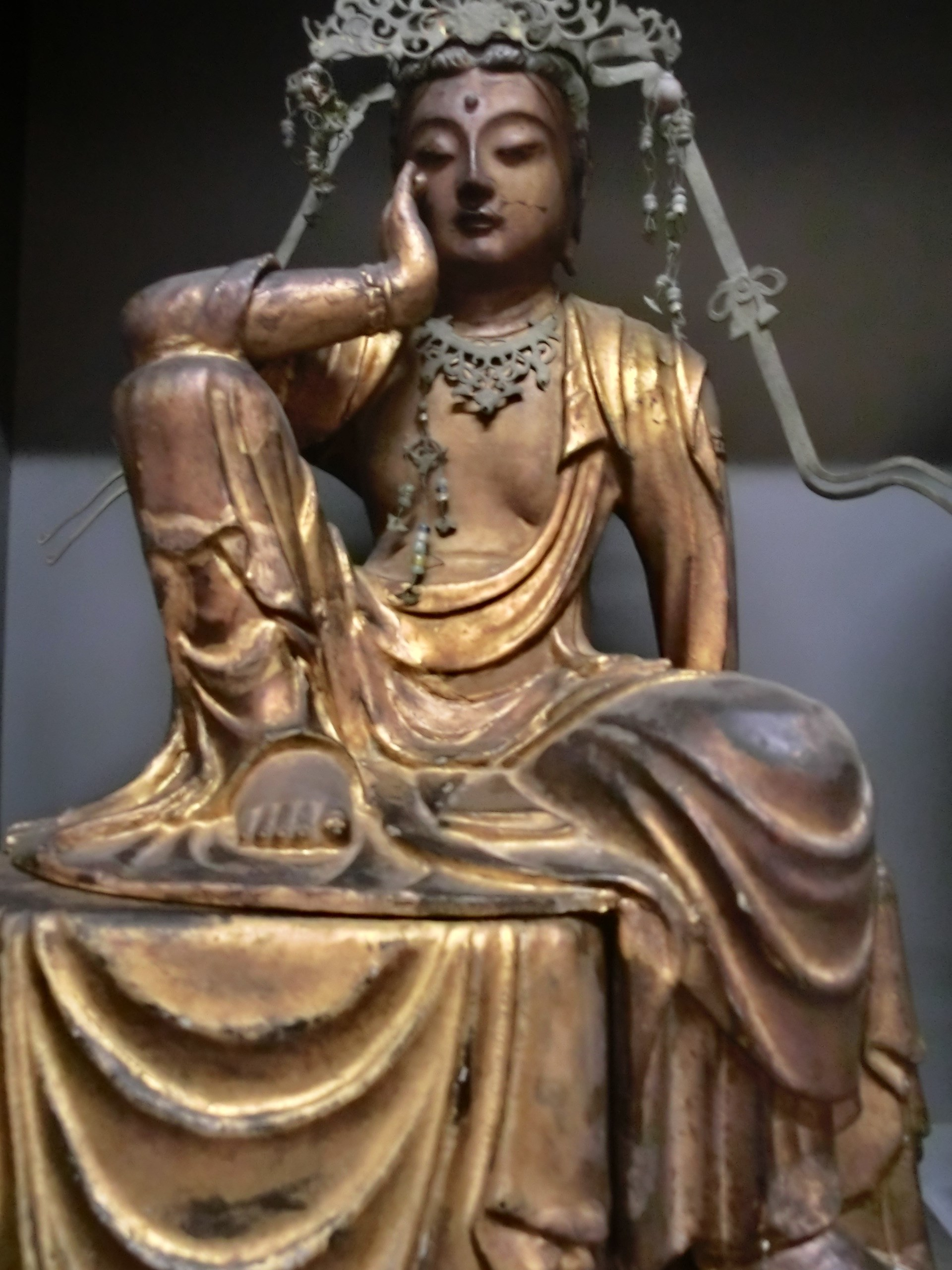
千手寺如意輪観音

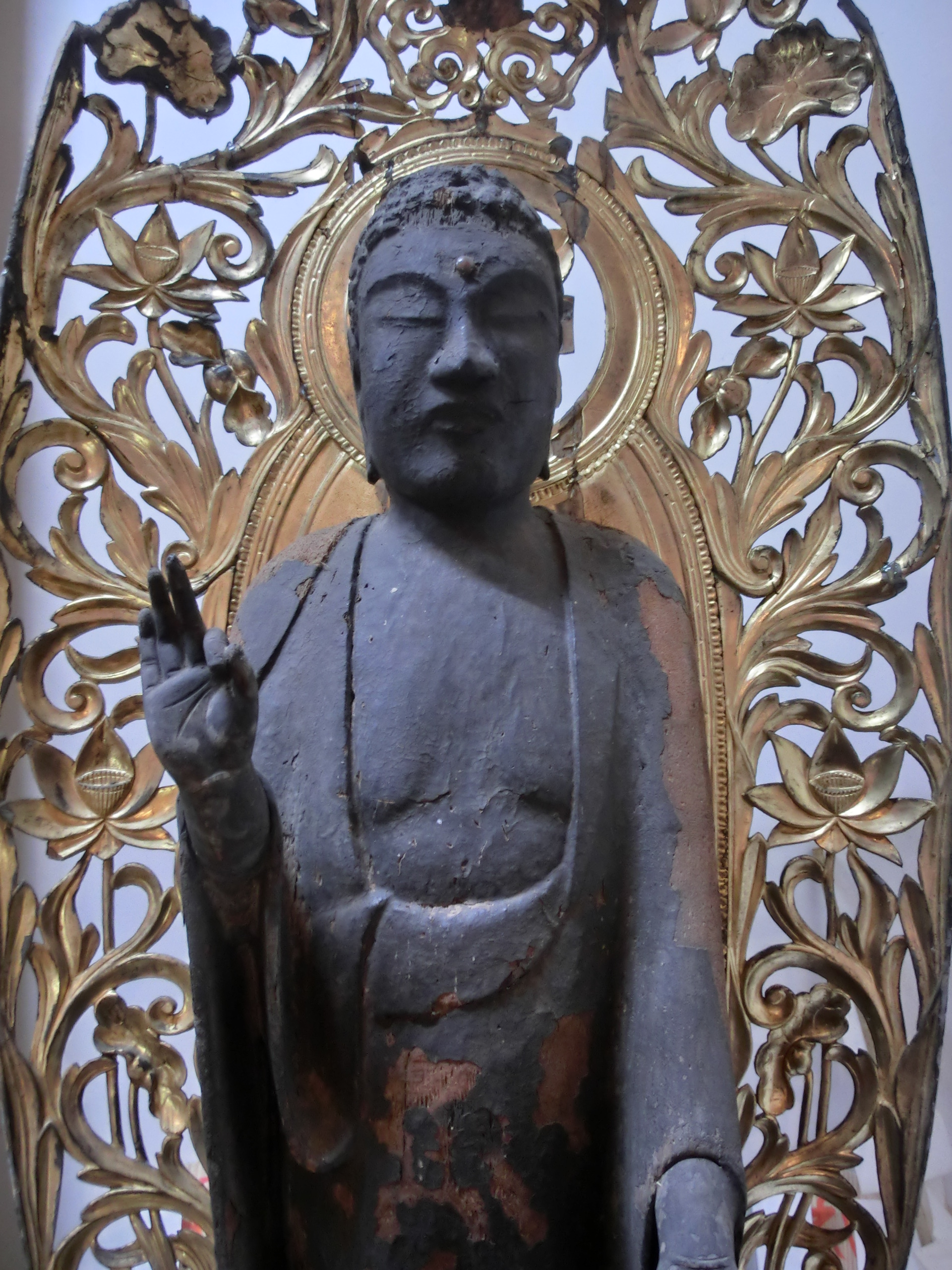
御神体薬師如来像（平安期）

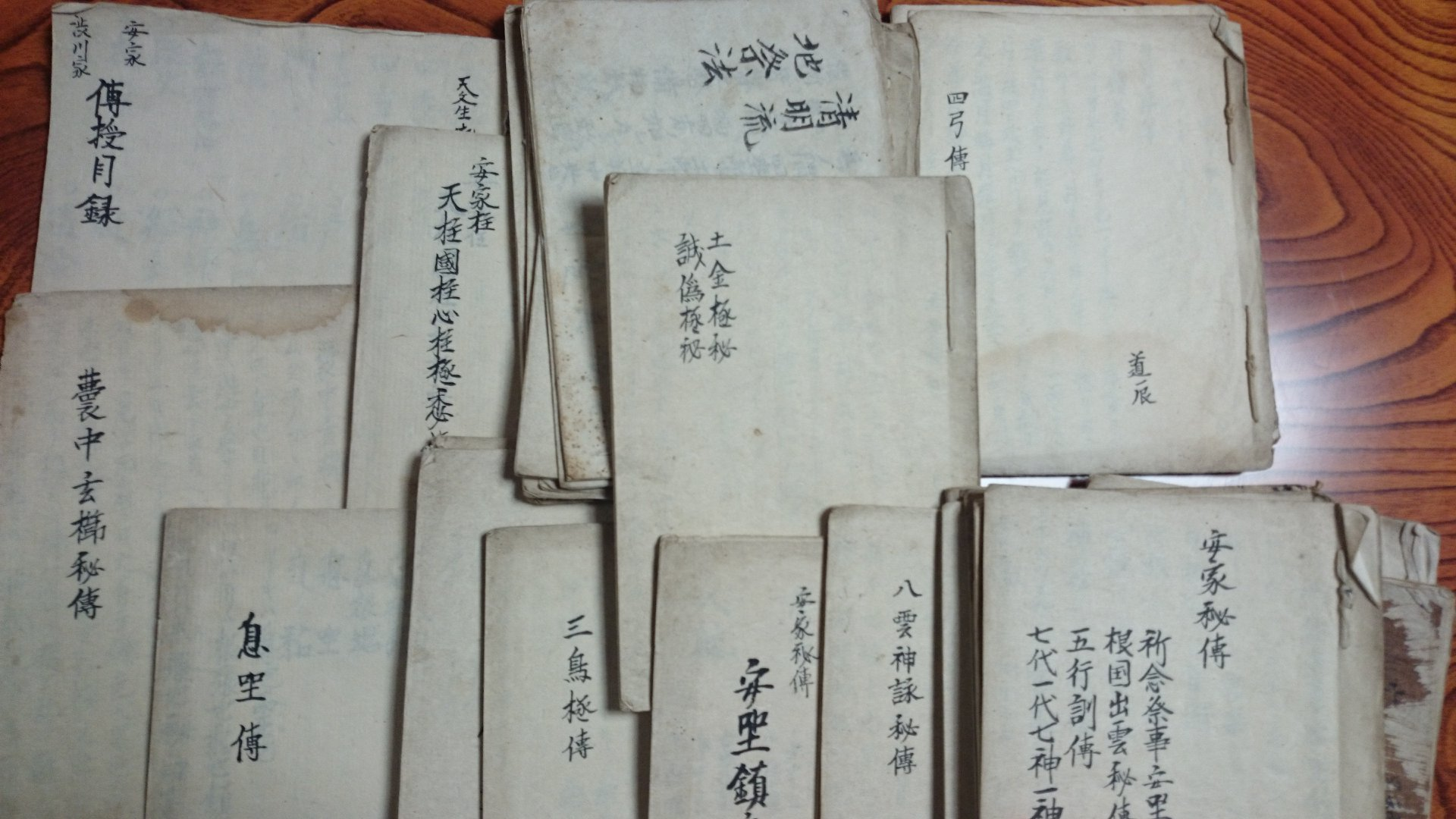
安家（ 安倍晴明家・陰陽道土御門家）・渋川家（ 渋川春海家）伝授目録　並びに次第文書

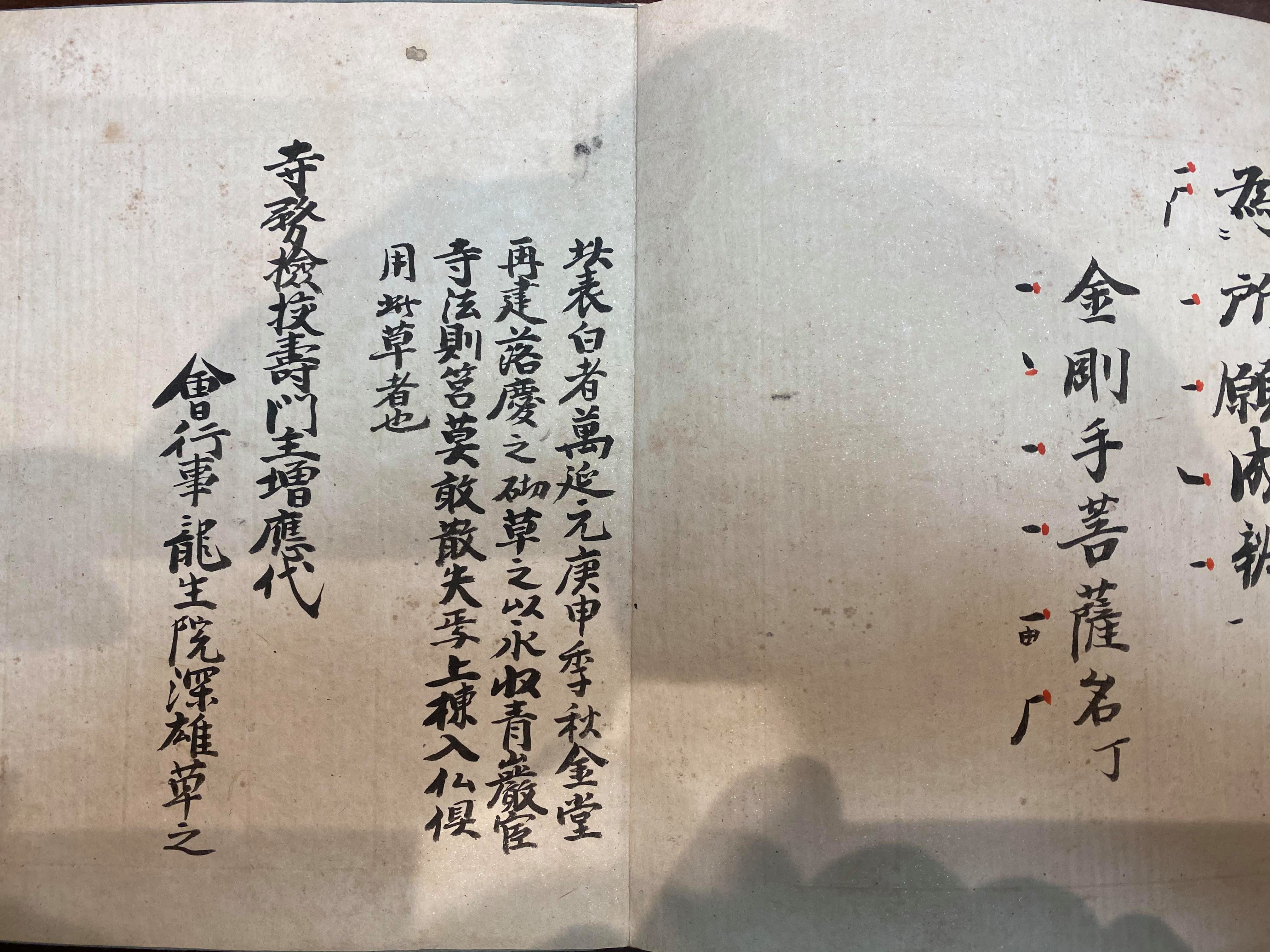
高野山真言宗総本山金剛峯寺総本堂金堂落慶供養表白

千手寺（せんじゅうじ）は、岡山県岡山市北区にある高野山真言宗の寺院。山号は遍光山。院号は蓮華院。本尊は吉備国千手観音。寺格は旧御室本山御直末一等格院。陰陽道宗家天社土御門神道本庁吉備国分祀。寺紋は梅鉢・丸に五竜胆車・五七の桐紋・五芒星（陰陽道）。鎮守は天満宮、弥陀八幡、現在の鎮守は泰山府君（陰陽道宗家天社土御門神道本庁天社宮からご分霊ご勧請）

## 歴史・一等格院・幕府領・足守川並びに高梁川からの十二ヶ郷用水の水脈信仰（元禄4年『千手寺縁起』より）
・千手寺は、江戸時代、元禄4年（1691年）備前岡山藩初代藩主池田忠継（徳川家康の外孫にあたる）・荒尾家ゆかりの瑞松山 景福寺 透海が、当時の千手寺住職 専栄の依頼により記した『千手寺縁起』によると、孝謙天皇の時代、天平勝宝4年（752年）に奈良・南都六宗の一つ法相宗の高僧報恩大師（真言古流小嶋流を伝える、奈良報恩山千壽院 子嶋寺を開基）により創建され、当地弥陀八幡宮（岡山藩池田家の崇敬が殊に篤く、毎年6月24日の祭典には領主の代参があった）の社職を務めたと伝えられる（報恩大師創建の寺院は本尊が千手観音であることが特徴となり、『千手寺縁起』にも奈良子嶋寺が言及されている）。
・また、それを裏付けるように現コンベックス内の天神坂遺跡発掘調査により寺院跡が確認され、平安中期・後期の瓦も発見されている（岡山県文化財保護協会『岡山県埋蔵文化財発掘調査報告53』）。
・一方で別の寺伝によると、推古天皇の時代にインドから来朝したという法道仙人により開山され、その後、孝謙天皇の時代、吉備真備の命により行基菩薩による千手観音を報恩大師が本尊として「千手寺」を創建したと言われている。
・戦国時代には福田村山田の豪族 坪井城主 坪井左京進が厚く千手寺に帰依した。慶長5年（1600年）から戸川庭瀬藩領、さらに遠江（静岡）浜松藩領となり、後に徳川江戸幕府の直轄領（最初は笠岡代官所、のちに倉敷代官所による倉敷支配所）に編入されている。
・元禄15年（1702年）、備前と備中の国境が備前の久米村、今保村と備中の延友村の間で水利権問題で紛糾した際も、幕府領である大内田の庄屋孫四郎が境目川の仲裁をなしている。明暦年間に池田光政により、法界院より千手観音堂、ならびに、山田村から高梁川からの十二ヶ郷用水の水脈信仰として祀られ、妹尾兼康に信仰された天満宮（兼康天神）が移転されたことを踏まえると、幕府領における寺院としての千手寺の背景がうかがえる（天領寺院としての千手寺）。
・『千手寺縁起』によると、嘉暦元年（1326年）、四国・讃岐屏風浦五岳山誕生院善通寺派総本山善通寺中興の祖宥範法印（金毘羅金光院）により堂塔を建立、天正13年（1585年）、宗覚僧都により再興され、京都・大内山 御室派総本山仁和寺末となり、その後、京都御室本山直末の一等格院（本山御直末寺・中本寺）として、大内田の千手観音菩薩を祀る千蔵坊、虚空蔵菩薩を祀る大蔵坊、如意輪観音を祀る大師堂、狼神である木野山さまや阿弥陀如来を祀る八幡山無量寺 阿弥陀八幡宮、向庵観音堂、妹尾崎の牛頭天王を祀る三昧山蓮華寺、天満宮、祇園神社、坪井の妙蓮寺、大年の玄光院、山田の伍社神社、高尾山の厳島神社、などの多くの坊社を近隣に備え「上寺（かみでら）」とも称されてきた。
・また、妹尾の啓運山盛隆寺が 慶長10年（1605年）、庭瀬藩主　戸川達安により真言宗から日蓮宗へ改宗、それにともない住民も日蓮宗へ改宗となったが（改宗した者はその年の年貢を納めなくなくてもよく｢未進法華｣という）、庭瀬・撫川・妹尾・妹尾崎の真言宗の法灯と信仰を護持する檀信徒は千手寺へ継承されることとなった。
・江戸時代には幕府直轄地の本寺ゆえか、備前藩家老池田隼人の帰依を受け池田家屋敷が移築され、千手寺には現在の客殿と本堂が一体型の建物が建ち、寺侍が仕え詰所と茶室が設けられていたと伝わる（山門は武家屋敷の門を移築したもので、一伝には岡山藩家老職の伊木家の門の一つであったという。2016年改築）。千手寺寺領としては、現在の庭瀬駅から旧2号線の通りに面する、中国銀行の建物あたりが、戦後の農地解放でのGHQによる払い下げまでの寺領という。また吉備町から倉敷にかけての「大島」にかつての寺領があり、足守川沿いには「南円ごう」と呼ばれる寺領も有していたという。
・第二次大戦後、高野山真言宗への転派を経て現在に至る。

## 宝暦10年 寂厳大和上による『千手寺縁起』
・岡山を代表する高僧で近世四大書僧の一人、真言密教の法流である新安祥寺流・三宝院房玄方を相承した寂厳大和上（元禄15年9月17日 - 明和8年8月3日・その法統に釈雲照大和上も連なる）によって宝暦10年（1760年）に記された『千手寺縁起』によると、千手寺は大内田弥陀八幡宮の別当職を務め、天神山　天満宮（菅大神）の祠は千手寺の鎮守であり、山林は寺有林であったという。
・また、寂厳大和上『千手寺縁起』によると千手寺は、かつて庄中村にあった曼荼羅寺から分かれた大内田の大蔵坊・上庄村の興性寺・庄中村の浄土坊・下庄村の宝性寺（後に宮内・普賢院「預かり」となると記されている）の四院をまとめ千手寺結衆となし、曼荼羅寺什物だった涅槃軸を祭祀したという（千手寺涅槃軸の由来）。
・寂厳大和上と歴代千手寺住職は親しく、『千手寺縁起』によると、千手寺歴代住職のうち、専栄・京算とは懇眷（親しい同門の意味）、一實・正観は門下であったと記されている。

## 学問寺としての千手寺（寛文年間 智算近住の碑）
・千手寺には、江戸時代初期、寛文・元禄期の学僧、智算・栄算近住の碑が祀られている。近住とは夏安居の意味であり、寺紋の一つが梅鉢で天神様（天満大自在天神）を祀る学問の寺として、当時の千手寺の住職でもあった智算師（里庄の霊山寺・不動院・笠岡の地福寺を歴任）・栄算師を囲み、僧侶としての守るべき戒律を確認する布薩会並びに勉強会を行っていたと考えられる（律宗寺院としての千手寺）。

## 昭和36年『きびのさと』からみる千手寺
吉備公民館所蔵、当時の吉備観光協会により地元の歴史を紹介する『きびのさと』（昭和36年no.37）に当時の聴き取りや歴史資料に基づき千手寺の歴史が紹介されている。織田信長家・伊達政宗家とゆかりある千手寺「涅槃図」の来歴等紹介されている。

## 本尊
信仰の対象・秘仏として原則非公開。
- 御本尊 　吉備国千手観音菩薩像（行基菩薩作と伝えられている）

『遍光山千手寺縁起』によると、雲の中に金色の千手観音が示現し、「泰山・北斗の如し」であったという。
- 造東大寺長官でもある吉備真備公が唐から帰国後、無事帰国できた千手観音信仰への「報恩」として、行基菩薩に作らせた千手観音像の一体と伝承されている。行基菩薩が巡錫の地に掘った井戸は竜宮から兜率天四十九院に通じ、千手観音は観音浄土である補陀落山から海を渡って示現したという。

- その後、行基菩薩が全国の国分寺の「総国分寺」である東大寺本尊 東大寺盧舎那仏像造立の責任者となることで、行基菩薩自作の千手観音は盧舎那仏（毘盧遮那仏）と同体であるとされ、吉備真備公の意向により、報恩大師は尊崇する行基菩薩の千手観音を巡錫の地である千手寺本堂に本尊として祀り、吉備の国の守りとした。千手寺山号の「遍光山」は「千手観音＝ビルシャナ仏同体説」からで梵語ヴァイローチャナの音訳「光明遍照」による(千手寺「吉備国千手観音」の由来)

- 吉備真備公から行基菩薩、そして行基菩薩から報恩大師へ、さらに報恩大師の弟子  浄心大師 知久（金山寺第２世）が報恩大師自作の千手観音像を金山寺本尊として祀るのだが、報恩大師が行基菩薩自作の千手観音を本尊として祀るように、弟子が師から法としての千手観音本尊を託される伝統である。
- 奈良報恩山千壽院 子嶋寺における報恩大師の高弟が京都音羽山 清水寺を創建した延鎮であり、千手観音を法として授けられ、蝦夷征伐の際、征夷大将軍坂上田村麻呂を勝軍地蔵菩薩と毘沙門天とともに千手観音が守護したという。そのため江戸幕府征夷大将軍徳川家康公を東照大権現として祀る日光山輪王寺に三所権現本地仏として千手観音が守護することになる。

- 吉備の国の楯築遺跡は弧帯文様が刻まれた亀石があり、奈良の纒向遺跡の弧文円板と共通し、大和の国（日本国）の「祖霊」祭祀のプロトタイプともいわれるが、坂上田村麻呂から徳川家康にいたる征夷大将軍を守護し風神・雷神を従え竜宮から現れ龍神とも例えられる「千手観音」こそが、吉備の国・大和の国を結ぶ「祖霊」が神仏の姿を取ったものと言える。

- 吉備国千手観音菩薩像は、千手寺本尊厨子にともに祀られる不動明王、毘沙門天とあわせ、33年に一度開帳の秘仏である。

## 御前立 昇竜山本願寺千手観音
信仰の対象として行事以外非公開。
- 神仏習合期、吉備国の中心である吉備中山（昇竜山）吉備津神社には神宮寺・別当寺があり、その中核寺院が「本願寺」であった。江戸幕府創成期、黒衣の宰相天海大僧正が江戸幕府鎮護国家のため、日本天台宗総本山として日光山・比叡山を統括すべく建立した東叡山寛永寺護国院 (台東区)から、高弟の生順僧正が昇竜山本願寺へ寄贈した千手観音図像で、千手寺秘仏吉備国千手観音像のお前立である。本願寺が破却され一部什仏が備前国寺社総管領金山寺へ引き上げられた際、道勝寺で祀られた。道勝寺（旧板倉城跡・現在の鯉山小学校）は妹尾兼康の重臣である陶山道勝が、木曽義仲に討ちとられた主君を弔うために建立した寺である。

## 兼康天神（聖天）
・平安時代、高梁川を治水し、十二ヵ郷用水を整備し妹尾に屋敷を構えた妹尾兼康により水脈信仰・龍神信仰として厚く崇敬された。そのため『兼康天神』、『十二ヵ郷用水天神』と称される。
江戸時代になり山田村から大内田の天神山（千手寺の寺有林）へと祠が移築され、別当を務めた弥陀八幡宮とともに千手寺の鎮守となった（千手寺の寺紋のひとつが梅鉢紋）。
お堂は「大政威徳天堂」と言われ、阿弥陀如来、文殊菩薩の化身で水牛に乗った大威徳明王、梵名ヤマーンタカ（死神ヤマを降す神）・ヴァジュラバイラヴァ（シヴァ神の別名「バイラヴァ」）と神仏習合として祀られた。そのため大内田弥陀八幡山には「牛塚」が現在でも残っている。
関東において神仏習合で天神は首塚の平将門公と習合するが、木曽義仲に首を討たれた妹尾太郎兼康公・吉備津彦に討たれ首を吉備津神社御釜殿に祀られた鬼神温羅と同体と伝わる。
またシヴァ神とパールヴァティ妃の間に生まれたが同じく首を討たれ「象頭」となり天神と同体とされる聖天（歓喜天）としても信仰された。のちに千手寺観音堂へ移された。

## 鎮守　泰山府君
千手寺本尊、吉備国千手観音は「泰山、北斗の如し」と江戸時代千手寺縁起にも伝えられ、その鎮守は、歴史的には天満宮、弥陀八幡宮であるが、陰陽道宗家天社土御門神道本庁天社宮からのご分霊ご勧請により泰山府君尊を鎮守神として祀っている。
泰山は死者の霊が集まる場所とされ、泰山の神は冥界冥府の最高神で人間の寿命や在世での地位を司る。泰山府君のもとには人の運勢を細かく記した「禄命簿」（死簿・冥簿）がある。一般に玉皇上帝の孫だといわれる。
漢代以降、中華世界の歴代皇帝は泰山において封禅の儀式を行い、泰山の神は天帝に匹敵する権威をもつようになった。それまで泰山府君と呼ばれていたが、この頃から東岳大帝として天帝直結の天尊として城隍神や土地神を統率し、侍従を従えて巡幸し人間界の善悪を視察して不正を匡す神とされた。
日本では泰山府君は陰陽道の主祭神である。安倍晴明の陰陽道の泰山府君祭は『今昔物語集』の重病であった高僧の命を救った話から分かるように、日本を統治する天皇陛下の長寿等を祈る朝廷の重要な国家祭祀だった。現在も福井県名田庄天社土御門神道本庁天社宮には陰陽道宗家土御門家が泰山府君祭を執行した天壇があり、陰陽道の主祭神として泰山府君が祀られている。
密教では泰山府君は閻魔天、深沙大将と習合した。

## 千手寺の建築物
- 千手寺客殿　千手寺住職覚幢が備前藩家老池田隼人の帰依を受け、池田家下屋敷を移築したもの。明治期には千手寺小学校の校舎となった。大正３年に改築、現在の姿となる。
- 千手寺旧山門　備前藩家老伊木家の門を移築したものと伝えられる
- 千手寺旧鎮守堂　現在はない。大政威徳天（天満大自在天 菅原道真公）を祀ったという。
- 阿弥陀八幡宮　現在の大内田八幡宮。

## 備前藩家老池田家と千手寺住職
備前藩家老池田隼人（池田博道）屋敷の観音堂へ千手寺住職覚幢が祈祷に参篭していた。千手寺京算が祈祷していたものが中断されていたのを再開させたという。

## 千手寺小学校
明治６〜14年まで千手寺が地域の小学校とされ、多くの生徒たちが千手寺を学舎として育ったという。

## 千手寺五芒星
信仰の対象・秘仏として原則非公開になっている。
- 千手寺五芒星
かつて吉備の穴海と呼ばれた岡山市内全域と妹尾兼康の十二ヶ郷用水を見渡す小峰にある千手寺の昇龍山 千手観音堂（弘法大師堂）には全国的にも珍しく寺院でありながら陰陽五行思想・陰陽道の五芒星が現・大師堂の厨子の天頂部に祀られている（千手寺五芒星）。
五芒星には金箔が貼られており、太陽、明けの明星である金星、または北斗七星を示すと考えられる。
そのことから、密教の行法としては①浄土信仰から極楽浄土を願う日想観・②虚空蔵法・③節分の星供、妙見信仰との関連が窺える。
- 千手観音堂（大師堂）
かつては朱塗りされていた。正面に 弥勒菩薩の梵字であるユ字・竜神が彫刻されている。未申年の守護仏で智慧の霊水を表す 大日如来の梵字であるバン字の刻まれた手水石が置かれている。
建築様式としては禅宗様であり、江戸時代、池田光政により、吉備の中山または岡山市 金剛山 遍照寺 法界院（古くは旭川沿いの備前・笠井山は西谷山 妙塔寺という大伽藍を有する大寺院。千手寺は上東の西方院、早島の安養院とともに当地における法界院結衆の寺院である）から移築したとの伝がある。
如意輪観音菩薩、千手観音菩薩、虚空蔵菩薩、後戸には鎮守として稲荷（荼枳尼天）が祀られていた。
現在は、お大師堂として八祖大師ならびに真済・真雅 御影と弘法大師（お大師さま）そして虚空蔵求聞持法のご本尊である虚空蔵菩薩板本尊が祀られている。

## 寺尊
信仰の対象・秘仏として原則非公開。
- 千手寺彩色弘法大師像　千手寺大師堂に祀られており、もと大年妙蓮寺の本尊仏であったという
- 千手寺如意宝珠（能作生）　牛玉ともいわれる（牛玉宝印・会陽）　如意宝珠は弘法大師によって伝えられた竜王の秘法・秘宝である
- 千手寺如意輪観音像並びに垂迹であるズイグさま（随求菩薩）の鎮宅霊符軸
- 薬師如来像（平安時代初期から中期 霊木の桐から作られた神仏習合期の仏形の「ご神体」 八幡神か天神であり、平安期から千手寺に祀られたもの）並びに垂迹である妙見さまの鎮宅霊符軸
- 毘沙門天（本尊の脇持）秘仏
- 刀八（兜跋）毘沙門天曼荼羅軸　二柱の玄武神を鐙として踏みしめ、獅子に騎乗した刀八（兜跋）毘沙門天を中心に、霊狐、大黒天、弁才天、ダキニ天、稲荷神等が曼荼羅をなしたもの
- 地蔵菩薩（本尊の脇侍・石仏）
- 勝軍地蔵（将軍地蔵）曼荼羅軸
- 閻魔大王（小像）
- 弥勒菩薩（石仏）
- 普賢延命菩薩（小像）真言宗系である４頭の白象の上に、天台宗系の二臂金剛薩埵形のもの
- 大黒天（小像）並びに摩訶迦羅天・七母女天曼荼羅軸（理趣経第十三段・七母女天段における七母女天と摩訶迦羅天＝大黒天を祀ったもの）
- 大黒天槌　東大寺二月堂旧蔵
- 賀利帝母（鬼子母神・念持仏）
- 不動明王（本尊の脇持）秘仏
- 弁才天（修法・修行に用いる念持仏）並びに弁才天如意宝珠曼荼羅軸（弁才天と童子たちが各々如意宝珠になったもの。弁才天五部経の一つ『仏説最勝護国宇賀耶頓得如意宝珠陀羅尼経』による如意宝珠としての弁才天と思われる）
- 秘仏天川弁才天軸  江戸時代　絹品　三面龍頭の弁才天　秘仏
- ダキニ天（念持仏）
- 三面ダキニ天軸　江戸時代　絹品　聖天尊・ダキニ天尊・弁才天尊とダキニ天四使者を描いたもの
- 三面ダキニ天曼荼羅軸　室町時代　絹品
- 聖天尊（歓喜天・聖天像）並びに聖天小嶋像（高野山　南院蔵の写像）
- 聖天童子軸　江戸時代
- 釈迦如来（小像）
- 阿弥陀如来 並びに僧形八幡軸（当地の八幡宮は弥陀八幡と言われ以前は光明真言を唱えた。八幡宮は千手観音と同体の阿弥陀如来を祭祀、千手寺が別当職を務めた。また八幡神社には明暦年間に、岡山藩池田光政の手により、備中・高梁川からの十二ヶ郷用水の水脈信仰として祀られ妹尾太郎兼康により信仰された天満宮が山田村から移転され、また役行者、前鬼・後鬼も祀られている）
- 五帝龍神・五帝五龍王（五大明王）の御幣

## 霊場
千手寺八十八ヶ所霊場
四国八十八ヶ所霊場（阿波・土佐・伊予・讃岐）を勧請したもので江戸時代の創建と伝えられている。それぞれ妹尾崎・坪井・矢尾・大内田村に対応している。
吉備真備、報恩大師による創建当初は、塚山古墳を中心に吉備の穴海に面した山岳霊場であった。
牛塚や千手観音と荼吉尼天信仰、牛頭天王や古墳と狐塚の信仰から、時代とともに弘法大師による88箇所霊場信仰に変化した。
また、霊場内には毘沙門堂、妙見堂があったが、現在はいずれもなくなっている。

## 千手寺奥の院
コンベックス岡山内の塚山公園に、千手寺奥の院として千手寺八十八ヶ所霊場の祠がある。
塚山古墳、千手寺記念碑とともに祀られている。千手寺には神仏習合の平安期薬師神像が祀られている。薬師の垂迹が妙見尊である。コンベックス岡山開発時に発掘された
平安期寺院跡からも近く、千手寺には妙見信仰が伝えられていることから、千手寺奥の院は薬師＝妙見信仰の地と考えられる。

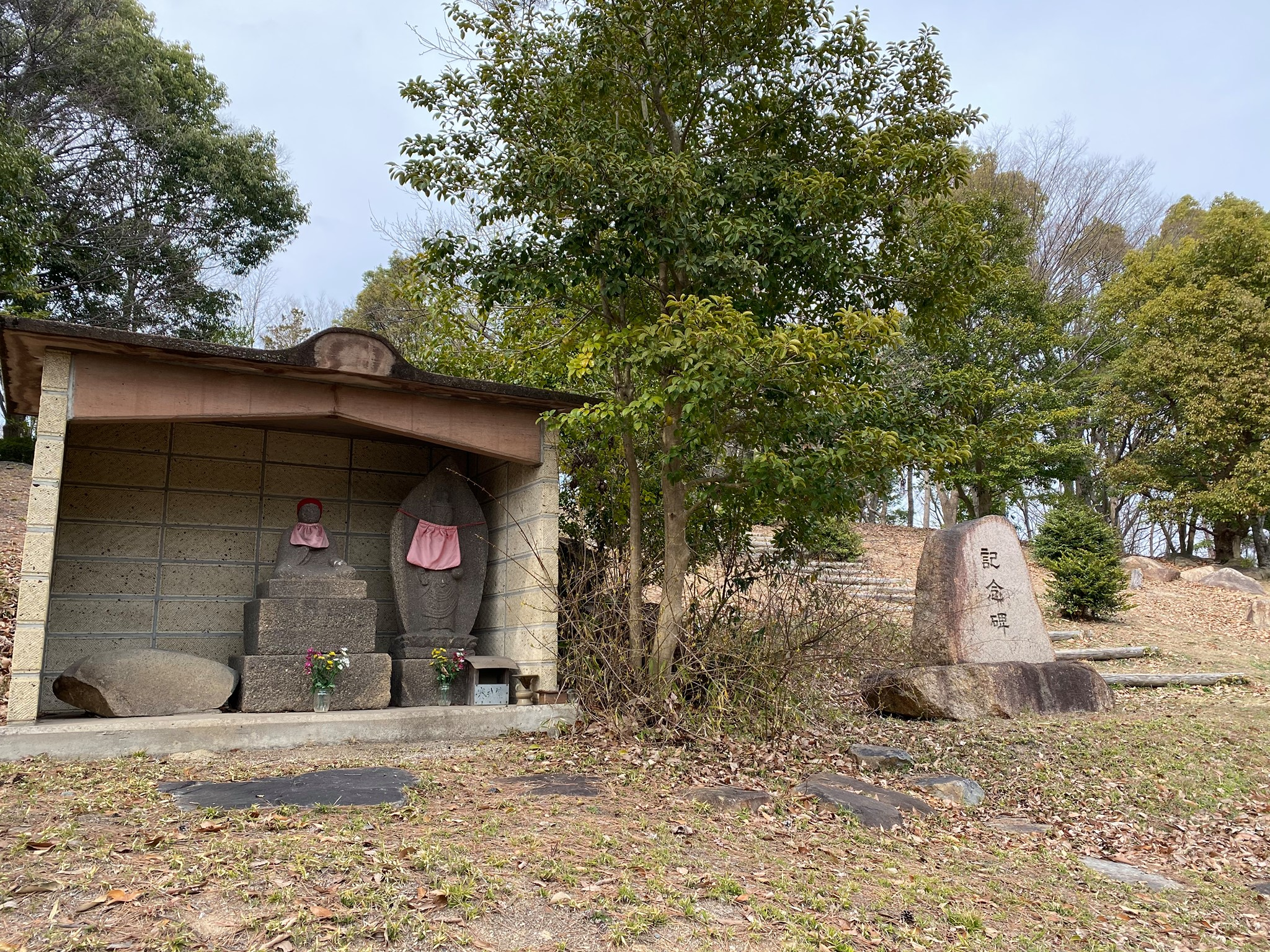
千手寺奥の院

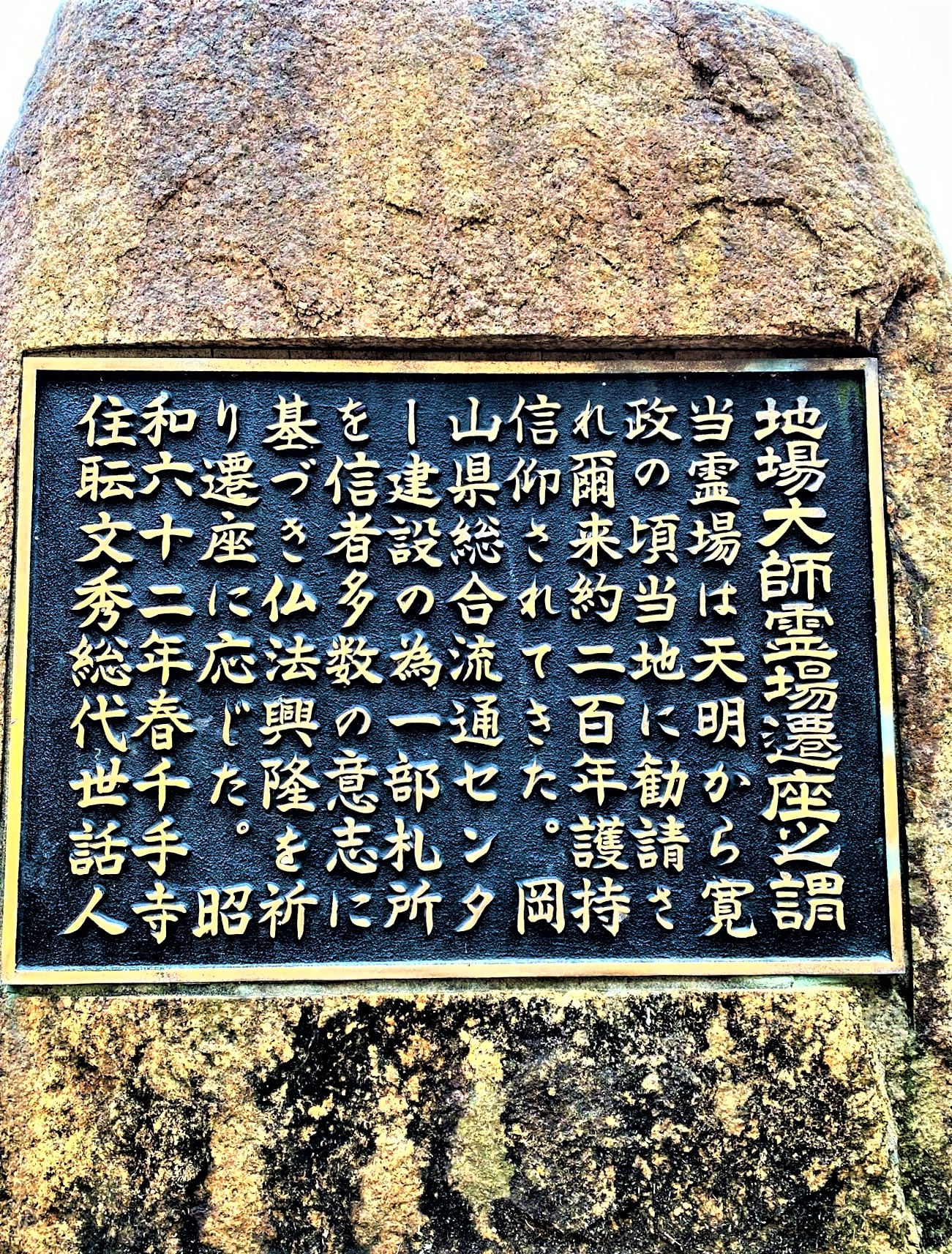
千手寺記念碑

## 伝承
- 織田信長公鎮魂の涅槃図（大軸・信仰の対象として原則非公開になっている）
千手寺涅槃図由来書によると、江戸時代、幕府直轄領の本寺である千手寺に、敬仏敬神な檀家一族（織田信貞の血をひくという伝がある）の手により、織田信長並びに当家代々の霊が、千手寺本堂にて安らがれることを祈願して奉納された。
また、織田家と陰陽道としては、織田信重の娘は陰陽師・安倍晴明の子孫である土御門泰重の妻となり、土御門神道を提唱する土御門泰福の母でもある。
- 星見の井戸
現在は本堂地下にある。行基菩薩巡錫の際に掘った星見の井戸で、その水は遠く若狭の国・出雲の国からの水脈で、竜宮を通り、兜率天四十九院に通じると伝えられる。
- 金の霊鶏伝説
千手寺から臨む妹尾崎の山（茶山ともいう）は霊水を産するといわれ現在では妹尾地区にわたる水源地となっているが、陰陽五行思想から水を産する金の霊鶏が埋められているとの伝説がある。また霊鶏は闇を祓い旭光を告げる太陽信仰の象徴でもある。
- 荒井川楯右衛門の伝承
大内田には千石船を何隻も備えた廻船業の荒井川家があり、初代の荒井川楯右衛門は相撲取りであったという。金毘羅詣りの際、諍いから首を抜かれたといわれ、崇敬した稲荷は千手寺境内に祀られている。児島が干拓で半島になる以前は大内田付近が船舶の出入りする入江・漁港であり、江戸期千手寺の住職智祥は越後出身であった。北前船による東国との交流をしのばせる伝承である。

## 陰陽道宗家天社土御門神道本庁吉備国分祀
令和５年より福井県名田庄にある陰陽道宗家天社土御門神道本庁天社宮より御分霊・御分祀が決まり吉備国分祀となった。

### 千手寺五芒星と岡山の陰陽道
- 千手寺の本尊は、吉備国千手観音として、吉備真備公が唐から帰国後、無事帰国できた千手観音信仰への「報恩」として、行基菩薩に作らせた千手観音像の一体と伝承されている。その後、報恩大師は自らが尊崇する行基菩薩自作の千手観音を行基巡錫の地と伝えられる千手寺本堂に祀ることで、吉備の国の守りとした。
- 吉備真備公は、唐から『三国相伝陰陽輨轄簠簋内伝金烏玉兎集』を持ち帰った陰陽道の祖として伝えられている。また陰陽道の十八万巻の肝心である「盤法」（盤法の一種がダキニ天式盤法・聖天式盤法）を日本へ伝えたといわれている。
- 千手寺を開創したと伝えられる報恩大師は、吉備真備、安倍仲麻呂と共に入唐した玄昉の弟子である。俗姓阿刀氏である玄昉の師が同じく阿刀氏の義淵であり、弘法大師空海の母方も阿刀氏と伝えられている。義淵の弟子として行基・道鏡が連なる
- 陰陽道はその吉備氏（加茂氏）・安倍氏とかかわりのあることから、千手寺は陰陽五行の調和のシンボルである五芒星により、岡山市内・河川全体を見渡しながら守護・鎮守してきたと考えられる。
- 江戸初期に千手寺の住職であった智算師は、岡山県浅口郡里庄の霊山寺、不動院、また笠岡の地福寺の住職でもあった。浅口郡は岡山県浅口市鴨方町の阿部山に安倍晴明の屋敷跡と伝わる安倍神社などがあることからも、岡山における陰陽道ゆかりの地でもある。
- そのことから陰陽道の祖である真備町の吉備真備、また岡山県の高梁川流域から広島県・香川県にかけて活躍した、京都の土御門家ともかかわる、民間陰陽師の上原大夫との関連も含め、岡山の陰陽道のネットワークを伺うことができる。
- 上田秋成の『雨月物語』中、「吉備津の釜」において、主人公として庭瀬の住人・吉備津神社の神主の娘と鬼神温羅（うら）による鳴釜神事・播磨の刀田の陰陽師・旭日をつげる霊鶏があらわれるが御霊信仰・ミサキ信仰と並び、吉備の中山における吉備津彦神社・吉備津神社と、その裏鬼門でもある大内田の千手寺五芒星に、吉備の国における陰陽道信仰の関連が窺える

## その他

### 千手寺とその周辺
- 塚山古墳 現在は塚山公園として公の管理になっているが、千手寺の歴代住職が祭祀を行っていた奥の院と伝えられている。
千手寺が祭祀をしていた五輪塔があったが公の管理になった後、盗難にあい現在に至る
- ねんね池と如意輪観音
過酷な年貢などの関係で生まれた子を水に返す池があり、女人救済の仏として如意輪観音が祀られた
- 大内田廃寺
現コンベックス内の天神坂遺跡発掘と共に発見された。発掘調査により平安中期の瓦も発見されており、また12世紀後半から13世紀前半に焼失したとされる。千手寺の子院もしくはかつての千手寺の位置した場所であったと考えられる（岡山県文化財保護協会 『岡山県埋蔵文化財発掘調査報告53』 ）。
- 妹尾崎と文人永井荷風
戦争中、岡山に疎開していた文人の永井荷風は、千手寺の向かいの妹尾崎の山にある晴耕園を訪れている。
- 千手寺の北緯は34度37分であり、卑弥呼の墓と言われる箸墓古墳を起点とする北緯34度32分の「太陽の道」（レイライン）上に近い位置にある。

## 著名人の墓所
- 公森太郎 明治時代の日本の大蔵官僚、銀行家。元朝鮮銀行副総裁。元中国銀行頭取。
公森家は、歌人藤原俊成卿の子孫であり、千手寺は氏寺でもある。

## 千手寺文書
文書
- 江戸時代 岡山藩 池田家 家譜
- 江戸時代 庭瀬藩 板倉家 分限帳
- 江戸時代 庭瀬藩 板倉家 足軽由来書

- 江戸時代 備中松山藩 熊田家 柳生新陰流巻物（一巻）
岡山 庭瀬藩 板倉家の宗家にあたる、備中松山藩主 板倉家譜代の歴代家臣、熊田武兵衛矩清 (仲)によるもの。幕府を守る新陰流を家伝により伝えた。玉島を戦火から救った熊田矩芳（恰）はその三男。
- 江戸時代 丹波亀山藩 越後流兵法伝授次第・祭文・祭神図・刀八毘沙門天曼荼羅軸等
京都 丹波亀山藩 家臣、松平貞幹（帯刀）によるもの。
- 江戸時代　水嶋ト也　礼法伝書　
玉島山下町の丹波亀山藩陣屋にて神道儀礼を研究した歌人・国学者である福武光重によるもの。

岡山 浅口郡船穂は京都 丹波亀山藩の飛び地であり、暁瀧山 寶満寺は武運龍昌を祈る祈願寺であった。千手寺は、倉敷美観地区の宝寿山 観龍寺とともに寶満寺の格院結衆の寺院である
- 寛政5年 仏師巻物（一巻）
- 江戸時代 宮大工師　龍伏幣地鎮作法巻物（一巻）
- 江戸時代 算師巻物（一巻）

## 寺文書
寺文書
- 江戸時代 千手彼法（如法千手法）次第　千手観音法と如意宝珠法を合わせた合行法の修法次第　如意宝珠と本尊千手観音を合わせて祀るための次第
- 江戸時代 弥勒彼法（如法弥勒法）次第　如意輪観音、弘法大師と同体ともされる高野山密厳浄土の弥勒菩薩法と如意宝珠法を合わせた合行法の修法次第
- 江戸時代 龍神加持次第
- 室町時代　天文9年　道場観等観想図　密教観想の器界観についての巻子本
- 江戸時代 大黒天神法 『覚禅抄』の抜書
- 宝暦6年 大黒天講伽陀 京都 金光明四天王 教王護国寺 秘密伝法院（現　真言宗総本山東寺）旧蔵　観智院13代 賢賀 自筆の次第
- 宝暦4年 金剛峯寺大自在堅固根本法剣図・次第　真言宗総本山東寺旧蔵の写し　真言西院流にのみ伝わるという真言神道の図並びに次第。恵果、空海と真言密教の正統後継者のみに相承された宝剣であり、高野山根本大塔の下に埋められていると伝わる。
- 江戸時代 金堂落慶表白　高野山　青厳官寺(現　高野山真言宗総本山金剛峯寺) 旧蔵　青岸官寺（青巌寺）とは高野山第2世座主真然の廟所で、長承元年（1132年）に覚鑁によって建立された大伝法院の跡地に、豊臣秀吉が大願主となり、母大政所の追善のために木食応其に命じて造営された寺院である。高野山一山の総本堂である金堂再建落慶の際、金剛峯寺376世座主 増応の代として、龍生院深雄によるもの。龍生院とは、大師住房の龍光院、灌頂伝授の灌頂院とならび、声明伝授の道場とされた院である。江戸時代金剛峯寺の法則箱に永世伝承とされたもので、昭和元年の大火で創建以来の本尊等が焼失した中でも、かろうじて難を逃れたもの。龍生院深雄は岡山児島の中本寺通生山般若院の住職も務めた。
- 江戸時代 毘沙門天講式  信貴山真言宗　朝護孫子寺 塔頭 大本山 千手院 (奈良県平群町) 第7世 快雅 自筆の講式
- 江戸時代 幸心院　印仏作法　良忍　律宗総本山唐招提寺 森本孝順第81世長老 旧蔵
- 江戸時代　遷座・御遷座次第　新義真言宗総本山 智積院 旧蔵　智積院第37世能化 大幢信海旧蔵の次第 並びに御遷宮作法  智積院第37世能化 信海僧正直筆の次第。信海能化(1783ー1856)は俱舍唯識を智積院第32世海応能化に学び、智山の性相学の学統を確立し、現在の根来寺大門を建立した学匠である。
- 江戸時代 随流伝授目録　真言宗善通寺派総本山 善通寺 第21世管長 光国僧正 自筆による随心院流伝授目録
- 江戸時代 不動明王・愛染明王・弁財天・両所明神表白 高野山 清浄心院 旧蔵
- 江戸時代 大日経疏伝授鈔　高野山 清浄心院旧蔵
- 江戸時代　三宝院流四度加行広略次第　高野山 清浄心院旧蔵（京都 清和院旧蔵から清浄心院旧蔵となった次第）
- 江戸時代 千手観音供養法 高野山 丹生院旧蔵 高野山 南谷 補陀落院性海の次第を興辨が書写し、高野山一山の地主神である丹生都比売（にふつひめ）を祀る豪族丹生一族の氏寺であった丹生院本堂にて用いられたもの。高野山丹生院は火事のため昭和39年に宝善院と合併し現在は廃寺。
- 江戸時代 阿弥陀法 高野山 西室院旧蔵
- 江戸時代 小嶋流千手観音次第・虚空蔵次第　小嶋流高野山大門方の次第（高野山 親王院旧蔵）
- 江戸時代 小嶋流荒神供次第（十八道立）雄昌によるもの（高野山 親王院旧蔵）
- 天明7年 小嶋流歓喜天双身法・真奥夢想伝・相承口伝 高野山 金剛峯寺沙門明道の伝・小嶋聖天灌頂印明 高野山 釈迦文院本の写し（高野山 親王院旧蔵）
- 天明6年 聖天尊小嶋流三日頓成法 高野山 金剛三昧院経庫良恩手択本の写し・聖天小嶋像　高野山　南院蔵の写像（高野山 親王院旧蔵）
- 天明6年 小嶋流金輪自行秘次第 明道伝 金剛三昧院蔵本の写し（高野山 親王院旧蔵）
- 天明6年 小嶋流大事 宥智私記 明道伝 金剛三昧院蔵本の写し（高野山 親王院旧蔵）
- 天明6年 小嶋流本命元神祭図（星供敷曼荼羅）金剛三昧院経庫本からの書写・法華曼荼羅図等　小嶋流伝授の際に授与（高野山 親王院旧蔵）
- 江戸時代 小嶋流十八道次第・金剛界次第　金剛三昧院経庫本からの蓮金院龍遍、南院唯圓の写本を、京都洛東清水寺蔵本と校合し朱を入れたもの（高野山 親王院旧蔵）
- 江戸時代 小嶋流折紙集（奈良 斑鳩 岡本山 法起寺旧蔵から 高野山親王院旧蔵となった次第）
- 享保7年　壷坂三部五部密印言口伝・三部灌頂・五部灌頂印言　蓮體により伝授
- 貞享元年 高野山・金剛峯寺図 真然僧正秘記 明王院本を貞享元年に書写したもの（高野山 親王院旧蔵）
- 正保2年 高野山壇上諸堂並天野慈尊院記 江戸時代の写本（高野 親王院旧蔵）
- 文化3年 中院流加行伝授目録四度真源記 三宝院本からの補陀落院性海、南院唯仁の写本を文化３年に南谷万徳院栄獄が写したもの。高野山成蓮院真源は南山進流声明を大成、寛保2年、備前岡山の瓶井山禅光寺安住院にて三宝院憲深方の一流伝授・結縁灌頂を行っている。（高野山 親王院旧蔵）
- 延享元年 開眼法 南谷万徳院 秀禅のもの （高野山 親王院旧蔵）
- 明和3年 荒神供次第　応永17年の法印宥快による次第を覚道が写したもの（高野山 親王院旧蔵）
- 明和期 涅槃・明神・舎利講式の巻子本（廉峯版）高野山 正覚院旧蔵に、声明の大家である理峯の弟子の普照が朱を入れたもの
- 江戸時代 韻鑑切紙 高野山 千手院谷 常楽院旧蔵
- 江戸時代 大日経疏第一・二・三末問題、秘蔵寳論下巻(第六・七・八住心)問題 等 高野山 丹生院旧蔵（宣永等）
- 江戸時代 虚空蔵求聞持切紙　龍王散杖等　高野山奥の院旧蔵の写本
- 江戸時代 御流神道（乾坤） 高野山 金剛峯寺342世座主 平等院義弁より伝授された際の写本
- 室町時代 諸大事諸加持目録 高野山 谷上 増福院旧蔵 （増福院とは、弘法大師に祈ることで七生流転を悟られて護法の天狗となられた鎌倉時代の事相の大家、覚海大徳ゆかりの院である）
- 江戸時代 神道大事十四箇条目録・神道大事十四箇条・唯一遷宮次第・遷宮行列次第・祓祝言　高野山　日光院　英仙の法流を汲む弟子・増長院　鑁善（輝潭）によるもの
- 江戸時代 神道護摩次第 高野山 増長院主鑁善の次第を實辨が書写したもの
- 江戸時代 神拝之許札　高野山の裏鬼門で太元師明王を祀る西南院隆快（金剛峯寺377世座主）が授与したもの
- 江戸時代 神道灌頂清軌　慈雲尊者のものを閑々子がまとめたもの
- 江戸時代 賀利帝（鬼子母神）拝殿神道灌頂三輪流荘厳図・次第　北斗七星を祀る河内（大阪）檜尾山 観心寺にて執行された際のもの
- 享和元年 大日経疏伝授鈔（或本） 浄厳中興の河内長野 薬樹山 延命寺 (河内長野市)にて講伝された際に書写されたもの
- 正徳5年　最極秘密法界體伝法灌頂阿闍梨位印明　蓮體（叔父 浄厳のもとで出家、安祥寺流の印可を受け延命寺二世となる。地蔵寺を中興）により伝授
- 慶安3年 不動明王念誦次第 奈良 西大寺 叡尊、尊鏡の伝を加えた大安寺宗英のものを元興寺極楽院　金剛佛子賢瑜（西大寺49世長老）が次第の形にまとめたもの。賢瑜和尚栄順上人は元興寺極楽院よりはじめて西大寺49世長老に選任された。
- 江戸時代 仁和三流の 西院流・宏教（禅遍）「異水」のうち第四結（大法）、第五結（灌頂）の写し。
- 江戸時代 理趣釈経曼荼羅・曼荼羅供作法次第　真言宗石鈇派総本山 石鉄山 金色院 前神寺(石鉄 修験道根本道場)が、別当寺である石鈇山常住社（現　石鎚本教総本宮石鎚神社） 石鉄山大権現宝庫(現　石鎚本教総本宮 祖霊殿)旧蔵　高野山 金剛峯寺373世座主 心王院徳淵が自ら奉納したもの
- 江戸時代　秘抄問答（10巻）・醍醐幸心相承正統血脈（上・下）真言宗石鈇派総本山 石鉄山 金色院 前神寺(石鉄 修験道根本道場)旧蔵　真言宗石鈇派総本山前神寺住持で、真言宗御室派総本山仁和寺塔頭の一つ、釈迦牟尼院を兼帯する 院家であった獨一が旧蔵したもの
- 江戸時代　土巨流次第（合本）三宝院流地蔵院方の次第類
- 室町時代 応永24年（1417年） 京都 上醍醐・光明心院弘鑁等御書写の秘鈔等の巻子本24巻の写し。
- 江戸時代 玄秘鈔（4冊）大阪 四天王寺聖天山正圓寺 (大阪市)俊如が奈良 廣瀬大社別当定林寺にて書写した写本。
- 歓喜天行法口決　岡山県美作津山藩藩主 森家・松平家の祈願寺 本山寺聖天堂にて歴代藩主の様々な願意に基づき願意別の特殊法としての歓喜天（聖天）浴油祈祷を行った際の口伝をまとめたもの。比叡山無動寺 (大津市)法曼院慶算が伝授を受け通常の聖天浴油法とは異なる特殊な深秘法として経蔵に隠しおいた次第の写本。本山寺は森候の時代、美作天台宗触頭であった寺院である。長承元年(1132年)美作国の押領使 漆間時国夫妻が聖天堂へ求子参詣祈願し浄土宗宗祖 法然上人が生誕したと伝わる。

## 葉上流
日本臨済宗の開祖、葉上房栄西が伝えた天台密教の流派で台密十三流の一派であり、建仁寺流とも称される。備前金山寺を中心とした報恩大師ゆかりの寺院に伝えられる。千手寺は備中における金山寺結集として江戸期葉上流次第を伝える。
- 『金剛界持誦』・『胎蔵界持誦』　江戸期寶永7年　伝統大阿闍梨　智鋒版の次第

## 新安流
江戸中期の僧 浄厳が河内延命寺、次いで江戸幕府に庇護を受け湯島霊雲寺を建立し開いた新安祥寺流（新安流）を、甥の蓮體（延命寺二世）が中国地方・四国に広めた際に伝わった。
- 江戸時代『光明真言法』備中国宝島寺宝庫旧蔵。元禄12年に浄厳が伝授した法。連島宝島寺は備中談議所であり備中七本寺の一つ。
- 江戸時代『大日経随行一尊供養念誦儀』備中国宮内金剛寺。蓮體の弟子超染（宝島寺寂厳の師僧）が正徳４年に授けたもの。「宮内秘極書」とされた。

## 真言宗総本山東寺執行家俗別当阿刀家文書
真言宗総本山東寺執行家であり歴代俗別当を勤めた弘法大師空海の母方である阿刀家文書数十通。故阿刀弘文氏が京都国立博物館に寄贈した残り。

## 中川善教師御遺稿
親王院善教師　昭和期の声明家(真言声明南山進流) 高野山大学名誉教授;高野山真言宗(金剛峯寺)第476世寺務検校執行法印の御遺稿
- 中川善教自筆日誌
  - 中川善教師が自らの研究や修法の毎日をつづった日誌 （非公開）
- 中川善教自筆原稿
  - 『顕教と密教』
  - 『勝宗十句義論と阿毘達磨倶舎論』
  - 『金尾文淵堂主人を悼む』
  - 『金沢文庫蔵声明本目録』（未発表草稿）
  - 『金沢文庫の沿革』

- 中川善教自筆写本
  - 『梵字心経』
  - 『頓漸断異説』
  - 『義読名手』
  - 『双峯山曹侯渓宝林伝 巻一』
  - 『四十二章経』
  - 『勝鬘経（十大受・三大願）』

- 中川善教自用次第
  - 『明治改正南山進流魚山蠆芥集』（明治期の声明家 葦原寂照による初版本を親王院善教師が求めたもの）
  - 『進流魚山蠆芥集』（高野山大学教授・高野山専修学院学院長を歴任した明治〜昭和期の声明家、岩原諦信師が中川善教師に自ら贈った次第）

- 中川善教旧蔵文庫
  - 『綜藝種智院式并序』（上杉神社出版に中川善教師自ら朱を入れたもの）
  - 『唯識大意』

- 中川善教旧蔵 水原堯栄師自筆御遺稿
  - 『親王院金剛寳蔵』・『金山穆詔上綱遺稿 真言宗事相大観 目次』・『密教観法私考』（水原堯栄師自著署名旧蔵）

- 講伝資料
  - 『小田慈舟金剛頂経講伝会資料 金剛頂経巻一・二・三』
  - 『雲伝神道伝授録 首』・『法相二巻鈔』（法隆寺103世貫主 佐伯定胤師より唯識を講伝された際のテキスト）

## 服部如実師講義・講伝資料
服部如実師　昭和期の真言宗醍醐派総本山 醍醐寺　醍醐山伝法学院長 種智院大学教授による講義・講伝資料
- 服部如実自筆講義・講伝資料
  - 『般若心経秘鍵分科』（種智院大学 長谷宝秀師より借覧、書写したもの）
  - 『菩提心論』
  - 『秘蔵寳論科文』

- 服部如実自用次第
  - 『土砂加持法則』（葦原寂照師によるもの）

- 服部如実旧蔵文庫
  - 『仏教学概論』（斎藤唯信師 著）
  - 『邪教立川流の研究』（水原堯栄師 著）

## 陰陽道・式盤法・神道関係文書
- 陰陽道関係文書（非公開）
  - 江戸時代 安家（ 安倍晴明家・陰陽道土御門家）・渋川家（ 渋川春海家）伝授目録　並びに次第文書　数十通
  - 江戸時代 倉橋家（陰陽道土御門家庶流堂上家）宮中出仕辞令等文書　数十通　並びに倉橋家百人一首
  - 天社玄櫛 天社土御門神道陰陽道の霊符を記したもの
  - 天社土御門神道極伝　
  - 江戸時代 天尊北斗北辰鎮宅霊符神勧請厨子
  - 江戸時代 須弥山図軸
  - 江戸時代 須弥山儀軸  普門律師円通による梵暦を顕したもの。のちに土御門家に弟子入りした田中久重（東芝創立者）により実際に製作される。
  - 江戸時代 天社神道加持祈祷口伝書

- 式盤法関係文書（非公開）
  - 室町時代 ダキニ天曼荼羅軸　三面ダキニ天と童子たちが囲繞している図
  - 江戸時代 三面ダキニ天軸
  - 江戸時代 吉備真備将来十八式盤図次第
  - 江戸時代 ダキニ天頓成悉地祭禮法　三尊合行の次第
  - 江戸時代 ダキニ天頓成悉地法　巻子品　高祖弘法大師から相承され准三后義演（東寺長者・醍醐寺座主となり、豊臣秀吉の帰依を受け醍醐寺での桜花見を設けた）、さらに伏見稲荷愛染寺天阿上人へ伝えられた法の写本。
  - 江戸時代 ダキニ天秘法　冥罰を避ける伏見稲荷秦氏家の大事、大黒天示現の比叡山黒谷相承の秘法を伝える次第
  - 江戸時代 ダキニ天秘法次第
  - 江戸時代 稲荷大明神愛染寺秘法
  - 江戸時代 三宝荒神（金山神・金屋子神）式盤法　
  - 江戸時代 刀八毘沙門天（多聞ダキニ天）曼荼羅軸
  - 江戸時代 刀八毘沙門天王十六算木秘法　
  - 江戸時代 刀八毘沙門天式盤法（大法）　反閇作法　
  - 江戸時代 刀八毘沙門天式盤法（中法）　祭壇図　
  - 江戸時代 刀八毘沙門天法（小法）　
  - 江戸時代 両頭愛染明王秘法
  - 江戸時代 稲荷神気一流大事
  - 江戸時代 不動明王百法大事
  - 室町時代 牛玉宝印加持作法次第　如意宝珠を祀る牛玉宝印の加持修法次第
  - 江戸時代 修正会導師作法 結願祭文・灌頂懸作法
  - 江戸時代 天川弁才天曼荼羅軸　三面蛇頭の弁才天と諸眷属　千手寺秘仏　蛇形大黒天像　天川弁才天曼荼羅には蛇形大黒天が描かれている。毘沙門天の如く武神姿で頭頂に宇賀神の神体を頂いている大黒天像。比叡山黒谷の戒家でも信仰された。
  - 江戸時代 霊符看経　真言宗室生寺派大本山 奈良 宀一山 室生寺　剛宝伝授の御本

- 神道関係文書（非公開）
  - 江戸時代 神代文字伝授　吉備真備公が伝えたとされるもの。神道伝授の際に渡される一包。
  - 江戸時代 神道灌頂瑜祇不二図（九尊三形曼荼羅図）解（巻子本）神道灌頂の秘伝を絵解き、後半は神器に関する巻物。
  - 京都 伏見稲荷社家　祓川家　家伝文書　数十通（伏見稲荷大社は真言宗総本山東寺の鎮守社で、日本全国の「稲荷神社」の総本宮である。祓川家は社家の一つで古代氏族 秦氏の末裔である）
  - 江戸時代 神道灌頂（日本紀灌頂）本尊 草薙霊剣（天叢雲霊剣）図（神仏習合において真言密教により象徴化されたもの）
  - 宝暦4年 金剛峯寺大自在堅固根本法剣図・次第　真言宗総本山東寺旧蔵の写し　真言西院流にのみ伝わるという真言神道の図並びに次第。恵果、空海と真言密教の正統後継者のみに相承された神道灌頂における宝剣に関するもの。
  - 室町時代 天文18年（1549年）三輪流神道一流伝授（巻子本）東寺宝菩提院蔵の伊勢潅頂の血脈と同じく、慶雲阿闍利　皇慶阿闍利　内供寛有　明弁　慶円上人　廻心上人　明道上人と続く血脈であり、慶辨が天文18年に授けられたもの。慶雲阿闍利は筑前背振山の東密僧であり、台密諸流の祖、谷阿闍利皇慶は慶雲に師事した。
  - 江戸時代 三輪流神道諸大事（五冊）
  - 江戸時代 三輪流神道諸大事（武勇部・神前部・翁面箱・御湯・四民諸職部・陰室部・大工十八通・杣大事・鍛冶大事・留索祈誓・諸職部）
  - 江戸時代 賀利帝（鬼子母神）拝殿三輪流神道灌頂荘厳図・次第　 北斗七星を祀る河内（大阪）檜尾山 観心寺にて執行された際のもの
  - 江戸時代　日光院英仙伝　唯一御流神道伝授目録　付聞書。日光院英仙による唯一神道、御流神道の伝授目録と伝授の聞書を詳細にまとめたもの
  - 江戸時代　神道灌頂内道場支度覚
  - 江戸時代 麗気灌頂印信類
  - 江戸時代　唯一神道伝授目録・聞書
  - 江戸時代　唯一神道口訣
  - 江戸時代　唯一神道秘伝　神拝式・十種神宝極秘伝・神代字符
  - 江戸時代　唯一神道神拝伝・地祭八縄行法・聖徳太子正伝法式
  - 江戸時代 御流神道（乾坤） 高野山 金剛峯寺342世座主 平等院義弁より伝授された際の写本
  - 江戸時代 御流神道八十通加行伝授聞書　御流神道八十通伝授の際、日にち毎に伝授内容の記録を記した次第
  - 江時戸代 神道大事十四箇条目録・神道大事十四箇条・唯一遷宮次第・遷宮行列次第・祓祝言　高野山　日光院　英仙の法流を汲む弟子・増長院　鑁善（輝潭）によるもの
  - 江戸時代 高野山日光院英仙伝　・御神衣ひな形・付木綿繦並びに幣袋笏調様・三種神器図・灌頂道場図・幣切様等・幣形並びに八葉形・祭幣形・四垂形・幣挟帛・神目飾
  - 江戸時代 神道護摩次第 高野山 増長院主鑁善の次第を實辨が書写したもの
  - 江戸時代 『両宮形文深釋』上・下　大日沙門空海　江戸時代の写本
  - 江戸時代　神伝影針大事並びに神道灌頂  針を用いた祈祷である影針行事・天一神そして神道灌頂に関する次第
  - 江戸時代 雲伝神道伝授目録
  - 江戸時代 雲伝神道灌頂清軌 慈雲尊者のものを閑々子がまとめた写本

## 侯爵池田家文書
旧岡山備前藩主、池田侯爵家の御家則等の家伝文書類数十点（明治維新から大正初期のもの）

## 年中行事
- 1月：初観音大祭
- 4月：花まつり
- 8月：施餓鬼法要

- 毎月：密教志塾
- 年4回：仏教志塾

## 所在地
岡山県岡山市北区大内田581千手寺